# Randy Smith
Randolph "Randy" Smith, né le 12 décembre 1948 à Bellport dans l'État de New York et mort le 4 juin 2009 à Norwich au Connecticut, est un joueur américain professionnel de basket-ball qui évolua dans la National Basketball Association et qui a détenu le record de matches consécutifs joués. De 1972 à 1982, Smith joua chaque rencontre de saison régulière, avec un record de 906 matches disputés consécutivement (battu depuis par A.C. Green).

## Biographie
Smith était un athlète complet à Buffalo State College, où il gagna les distinctions de all-American dans trois sports : basket-ball, football américain et athlétisme. Mais c'est sur les terrains de basket-ball que Smith se montrait le plus brillant, faisant équipe avec Durie Burns pour mener les “Bengals” à trois titres de champion de conférence consécutifs, dont une participation au Final Four du tournoi NCAA de division III en 1970.
Par rapport aux standards nationaux, Buffalo State était une petite et obscure école, et c'est seulement grâce aux connexions locales que Smith put rejoindre la NBA; en 1971, il fut sélectionné par les Buffalo Braves au septième tour (104e rang au total).
Smith surprit tout le monde au camp d'entraînement, lui permettant de faire partie de l'effectif final. En dépit de sa relative petite taille, il fut assigné au poste d'ailier, réalisant une bonne saison de rookie, aussi appelé débutant ou recrue, avec une moyenne de 13,4 points par match.
Smith continua sa progression, grâce à ses qualités de vitesse et d'agilité. Jouant aux côtés du meilleur marqueur de la ligue Bob McAdoo, Smith réalisa une moyenne de 21,8 points par match lors de la saison NBA 1975-1976 et fut nommé dans la All-NBA Second Team.
Smith était un joueur explosif. Évoluant à une époque où le dunk n'était pas une action populaire, il marquait les esprits avec ses incroyables dunks à 360° (Quand le dunk était illégal en NCAA, il les réalisait lors des échauffements d'avant-match).
Smith était un défenseur tenace. Il détient le record du nombre d'interceptions effectuées en une saison (203) des Braves. Il détient toujours, en janvier 2012, le record de passes (3 498) et d'interceptions de la franchise (Braves et Clippers).
Le sommet de la carrière de Smith eut lieu en 1978 lors du NBA All-Star Game, où il fut le meilleur marqueur du match en sortant du banc avec 27 points, et fut nommé Most Valuable Player.
Smith joua durant sept années pour les Braves jusqu'à ce que la franchise devienne les San Diego Clippers en 1978. Lors de cette première année avec les Clippers, Smith réalisa la première de ses quatre saisons consécutives à plus de 20 points de moyenne par match.
En 1979, Smith fut transféré aux Cleveland Cavaliers, où il fut nommé capitaine de l'équipe et avec qui il joua deux ans. Il passa la saison 1981 avec les New York Knicks, avant de revenir à San Diego pour une autre saison. Smith se retira du monde professionnel en 1983.
Smith et Angela Crayton, responsable de NBC dans le nord de la Californie, se sont mariés le 28 octobre 2006, à Santa Barbara.
Le 4 juin 2009, il meurt d'une attaque cardiaque dans le Connecticut.